# Centrale nucléaire d'Ascó
La centrale nucléaire d'Ascó est située dans la province de Tarragone, sur le bord de l'Ebre qui sert de source de refroidissement.

## Description
La centrale d'Ascó comprend deux réacteurs à eau pressurisée (REP) de conception Westinghouse :
| Nom du réacteur | Type de réacteur | Modèle | Puissance Brute (MW) | Puissance Nette (MW) | Début de construction | Raccordement au réseau | Mise en service commerciale |
| --------------- | ---------------- | ------ | -------------------- | -------------------- | --------------------- | ---------------------- | --------------------------- |
| Ascó-1          | REP              | WH 3LP | 1033                 | 995                  | 16.05.1974            | 13.08.1983             | 10.12.1984                  |
| Ascó-2          | REP              | WH 3LP | 1027                 | 997                  | 07.03.1975            | 23.10.1985             | 31.03.1986                  |

Le réacteur Ascó I appartient à 100 % à Endesa ; celui d'Ascó II appartient à 85 % à Endesa et à 15 % à Iberdrola.
Le 28 juillet 2021, le Conseil de sécurité nucléaire (CSN) recommande au gouvernement espagnol de prolonger le permis d’exploitation du réacteur I jusqu’en 2030 et du réacteur II jusqu’en 2031.

## Événements affectant la sûreté
La centrale a connu en 2005, 2007 et 2011 plusieurs incidents classés 1 sur l’échelle INES des événements nucléaires. L’un d’eux a été reclassé en 2 et a donné lieu à des sanctions : il s’agit d’une fuite survenue en novembre 2007, mais qui n'a été révélée que six mois plus tard .  Le 11 mai 2009 les autorités espagnoles ont sanctionné distinctement quatre fautes graves et deux fautes légères. La fuite de particules hautement radioactives dans l’environnement a été classée faute grave de degré maximum sanctionnée d'une amende de 7,5 millions d'euros. Ne pas avoir informé le Conseil de sécurité nucléaire de la fuite et avoir cherché à en dissimuler les traces ont été considérées comme des fautes graves de degré moyen sanctionnées respectivement d'amendes de 3 et 1,8 millions, soit un total de 15,3 millions.